# Benjamin Siegrist
Benjamin Kevin Siegrist (* 31. Januar 1992 in Therwil) ist ein Schweizer Fussballtorhüter. Er ist 1,96 Meter gross und steht als Leihspieler von Rapid Bukarest beim CFC Genua unter Vertrag.

## Werdegang

### Vereine
Siegrist spielte in der Jugend für den Therwil und ging dann weiter zum FC Basel. Ab der U19 spielte er dann für Aston Villa und später für deren Reservemannschaft. Zwischen 2013 und 2016 folgten diverse Ausleihen zu unterklassigen englischen Vereinen. 2016 bis 2018 spielte er zwei Jahre für den FC Vaduz. Ab 2018 stand er bei Dundee United in Schottland unter Vertrag und schaffte mit dem Verein 2020 den Aufstieg in die höchste Spielklasse des Landes.
Im Juni 2022 unterschrieb Siegrist einen Vierjahresvertrag bis zum 31. Mai 2026 beim schottischen Erstligisten Celtic Glasgow. Für Celtic absolvierte er bis 2024 nur zwei Spiele im schottischen Ligapokal. Er wechselte daraufhin zu Rapid Bukarest. Von dort wurde er im Januar 2025 an den CFC Genua verliehen.

### Nationalmannschaft
Am 15. November 2009 gewann Siegrist mit der Schweizer U-17-Nationalmannschaft die Weltmeisterschaft in Nigeria und erhielt den Goldenen Handschuh als bester Torhüter des Turniers. Die Leistungen der U-17 und von Siegrist im Besonderen während dieser Weltmeisterschaft wurden in der nationalen und internationalen Presse ausgiebig gewürdigt. Die Technische Studien-Gruppe der FIFA bezeichnete Siegrist in ihrem Bericht als «reaktionsschnellen Torhüter mit gutem Stellungsspiel, stark sowohl auf der Linie als auch bei Flankenbällen».
Im Mai 2011 wurde er von U-21-Nationaltrainer Pierluigi Tami für den vorläufigen Kader der Schweizer U-21 für die U-21-Fussball-Europameisterschaft 2011 nominiert. Am Ende gelang Siegrist auch der Sprung in den endgültigen Kader. Im Turnier selbst war Siegrist nur Ersatztorhüter. Die Schweizer Mannschaft erreichte das Finale. Auch bei den Olympischen Spielen in London gehörte Siegrist zum Aufgebot der Mannschaft.

## Erfolge
FC Basel
- Schweizer Meister U-16: 2007/08[4]
- Schweizer Pokalsieger mit der U-16: 2007/08[4]

FC Vaduz
- Liechtensteiner Pokalsieger: 2017, 2018

Celtic Glasgow
- Schottischer Meister: 2023
- Schottischer Pokalsieger: 2023
- Schottischer Ligapokal: 2023

Nationalmannschaft
- U-17-Weltmeister: 2009
- Finalist bei der U-21-Europameisterschaft 2011

## Auszeichnungen
- Goldener Handschuh der U-17-Fussball-Weltmeisterschaft 2009